# Sean O'Haire
Sean Christopher Haire (25 de febrero de 1971-8 de septiembre de 2014) fue un luchador profesional estadounidense, peleador de artes marciales mixtas y kickboxer, conocido como  Sean O'Haire.
O'Haire es conocido por sus apariciones en las empresas World Championship Wrestling y World Wrestling Federation/World Wrestling Entertainment. Entre sus logros, destaca el haber sido tres veces Campeón Mundial en Parejas de la WCW, además de obtener el premio de la revista Wrestling Observer Newsletter al Debutante del año en el 2000. Tras retirarse de la lucha libre profesional en el 2006, se dedicó a las artes marciales mixtas y el kickboxing antes de convertirse en estilista.

## Carrera

### World Championship Wrestling (2000-2001)
Tras completar su entrenamiento en la WCW Power Plant, el centro de entrenamiento de la World Championship Wrestling, debutó en la WCW el 26 de junio del 2000, en un episodio de Nitro con 29 años, derrotando junto a Mark Jindrak a los Filthy Animals (Rey Mysterio, Jr. & Juventud Guerrera). El 3 de julio en Nitro, O'Haire & Jindrak fueron derrotados por Misfits in Action (General Hugh G. Rection & Corporal Cajun) en un combate donde el ganador se enfrentaría a los Campeones Mundiales en Parejas. A pesar de eso, se enfrentaron a los campeones KroniK y al equipo de Vampiro & The Great Muta en un combate por los títulos, pero no consiguieron ganar. En agosto, se unieron al stable Natural Born Thrillers, liderado por Mike Sanders junto a Shawn Stasiak, Chuck Palumbo, Johnny "The Bull" Stamboli, and Reno. They were briefly mentored by Kevin Nash. En septiembre, ganaron los títulos por primera vez al aganr una battle royal, ya que los títulos estaban vacantes.
Dos semanas después, en Thunder, los perdieron ante Misfits in Action, pero ese mismo día recuperaron los títulos. Sin embargo, los perdieron en Millenium Final ante Alex Wright and General Rection. Tras esto, Sanders decidió que los dos equipos de Natural Born Thirllers (O'Haire & Jindrak y Palumbo & Stasiak) intercambiaran sus compañeros, quedándose O'Haire con Palumbo.
Palumbo & O'Haire derrotaron a The Insiders (Diamond Dallas Page and Kevin Nash) en enero de 2001. Poco después, debido al éxito del equipo, Natural Born Thrillers se disolvió cuando Stasiak y jindrak se fueron del stable. Ambos equipos se enfrentaron en SuperBrawl Revenge el 18 de febrero, donde los campeones retuvieron. O'Haire & Palumbo empezaron un feudo con Totally Buffed (Buff Bagwell and Lex Luger) y les derrotaron en Greed. Las siguientes semanas, empezaron un feudo contra Team Canada (Lance Storm & Mike Awesome), derrotándoles el 26 de marzo de 2001, el último episodio de Nitro antes de que la WCW cerrara.

### World Wrestling Federation / Entertainment (2001-2004)
En 2001, la WCW fue comprada por la empresa rival, la World Wrestling Federation. Los contratos de O'Haire y Palumbo fueron comprados también, por lo que ambos debutaron como campeones en la WWF el 28 de junio de 2001, en SmackDown! como parte del stable The Alliance (un stable formado por luchadores de la WCW que se enfrentaban a luchadores de la WWF), atacando a the Hardy Boyz. Ambos empezaron un feudo con the Acolytes Protection Agency que terminó en WWF Invasion, siendo derrotados. Sin embargo, derrotaron a the Hardy Boyz el 2 de agosto de 2001 en SmackDown!.
O'Haire & Palumbo perdieron los títulos de la WCW ante Brothers of Destruction (The Undertaker & Kane) el 9 de agosto en SmackDown!, así como la revancha en un steel cage match la semana siguiente en Raw. La última lucha de ambos juntos fue el 26 de agosto en Heat derrotando a The Holly Cousins (Hardcore Holly and Crash Holly).
En septiembre, O'Haire fue mandado a la Ohio Valley Wrestling (OVW), territorio de desarrollo de la WWF, donde se unió al stable de Kenny Bolin "Bolin Services". Regresó a la WWE el 30 de junio de 2002 en Heat, derrotando a Justin Credible. Apareció en Heat, en dark matches y en house shows durante 2002, así como en eventos de la OVW.
En enero de 2003, se emitieron vídeos donde se presentaba a O'Haire con un nuevo personaje de seguidor del Diablo, incitando a la gente a que cometan adulterio, violar las leyes, no pagar impuestos y no ir a la iglesia, terminando con la frase "No te diré cualquier cosa que no sepas". En 2003, O'Haire regresó al roster principal en la marca  SmackDown! , diciendo a varias superestrellas que realicen actos indecentes que incluyeron persuadir  Spanky a hacer Streaking a través de la arena y a Dawn Marie a hacer exposición indecente frente a la audiencia. La persona oscura de O'Haire incluía una larga gabardina que usaba en el ring y su obsesión con las arañas, que incluía tatuajes bastante nuevos con llamas negras en cada muñeca y una tela de araña roja saliendo de las llamas en su muñeca izquierda y una tela de araña azul en su muñeca derecha. También en el interior de su antebrazo izquierdo había una araña azul y en el interior de su antebrazo derecho había una araña roja. Su video titantron también estaba dentro del cuerpo de una araña con una telaraña en el fondo. O'Haire se puso bajo la tutela de "Rowdy" Roddy Piper en abril de 2003. Su nuevo personaje fue abandonado, pero consiguió varias victorias ante luchadores como Rikishi, Funaki, Mr. America (Hulk Hogan) por cuenta de fuera Chris Benoit y Eddie Guerrero. Sin embargo, Piper fue despedido en verano de 2003, por lo que O'Haire se quedó sin historias, aunque tuvo varios combates en Velocity.
A finales de año tuvo un accidente en su moto, por lo que se mantuvo inactivo un mes. Se recuperó en febrero, pero fue enviado a la OVW y despedido el 3 de abril de 2004.

### Circuito independiente y retiro (2004-2006)
O'Haire empezó a trabajar para la New Japan Pro Wrestling en mayo de 2004. El 17 de julio de ese año,  O'Haire y Piper se reunieron en un evento de la Ballpark Brawl show, donde derrotó al luchador Abyss. Tras esto, empezó a trabajar para la Ultimate Pro Wrestling
O'Haire re reunió con Palumbo el 23 de febrero de 2005 en el evento de la UPW Homecoming Havoc, siendo derrotados por Tom Howard and Predator. O'Haire se retiró poco después para centrarse en las artes marciales mixtas.

## Fallecimiento
El 8 de septiembre de 2014, O'Haire fue encontrado muerto en su casa de Spartanburg, Carolina del Sur, a los 43 años.

## En lucha
- Movimientos finales
  - Seanton Bomb (High-angle senton bomb)[6][23] – WCW / WWF
  - Widow Maker / Prophecy / Cruel Intentions (Reverse thrown Death Valley driver)[4][24][25] – WWE

- Movimientos de firma
  - Biel throw[25][26]
  - Crucifix powerbomb[4][27]
  - Diving clothesline,[6] sometimes while springboarding[28]
  - Diving splash[7]
  - Gator roll[26]
  - Military press slam[6]
  - Multiple kick variations
    - Drop[7][28]
    - Roundhouse[4]
    - Spin[29]
    - Super[23][29]

  - Multiple knee lifts[24][26]
  - Powerslam[26]

- Managers
  - Pete Doyle
  - Roddy Piper

## Campeonatos y logros
- World Championship Wrestling
  - WCW World Tag Team Championship (3 veces) – con Mark Jindrak (2) y Chuck Palumbo (1)[10]

- Pro Wrestling Illustrated
  - Situado en el N°43 en los PWI 500 de 2001
  - Situado en el N°71 en los PWI 500 de 2002
  - Situado en el N°70 en los PWI 500 de 2003

- Wrestling Observer Newsletter awards
  - Debutante del año (2000)

## Registro de kickboxing
| Fecha      | Resultado | Récord | Oponente       | Evento                                        | Metodo              | Round | Tiempo |
| 2006-08-12 | Derrota   | 0–4    | Justice Smith  | K-1 World Grand Prix 2006 in Las Vegas II, US | KO                  | 2     |        |
| 2006-04-29 | Derrota   | 0–3    | Chalid Arrab   | K-1 World Grand Prix 2006 in Las Vegas, US    | KO (Right Uppercut) | 1     | 0:23   |
| 2005-04-30 | Derrota   | 0–2    | Gary Goodridge | K-1 World Grand Prix 2005 in Las Vegas, US    | KO (Right Uppercut) | 1     | 1:56   |
| 2004-12-31 | Derrota   | 0–1    | Musashi        | K-1 PREMIUM 2004 Dynamite!!, Japan            | KO                  | 2     | 0:44   |

## Registro de artes marciales mixtas
| Resultado | Registro | Oponente        | Método                       | Evento                               | Fecha                    | Asalto | Tiempo | Localización                                 | Notas |
| --------- | -------- | --------------- | ---------------------------- | ------------------------------------ | ------------------------ | ------ | ------ | -------------------------------------------- | ----- |
| Victoria  | 4-2      | Frankie Parkman | KO (golpe)                   | Champions Quest – Fighting Challenge | 7 de diciembre de 2007   | 1      | 1:04   | Savannah, Georgia, Estados Unidos            |       |
| Victoria  | 3-2      | Darrell Wood    | KO (golpes)                  | Champions Quest – Fighting Challenge | 29 de septiembre de 2007 | 1      | 2:07   | Savannah, Georgia, Estados Unidos            |       |
| Derrota   | 2-2      | Butterbean      | KO (golpes)                  | PRIDE 32                             | 21 de octubre de 2006    | 1      | 0:29   | Las Vegas, Nevada, Estados Unidos            |       |
| Derrota   | 2-1      | Kim Min-soo     | Rendición (guillotine choke) | Hero's 2005 in Seoul                 | 5 de noviembre de 2005   | 1      | 4:46   | Seúl, Corea del Sur                          |       |
| Victoria  | 2-0-0    | Shungo Oyama    | TKO (golpes)                 | Rumble on the Rock 6                 | 20 de noviembre de 2004  | 1      | 0:31   | Honolulu, Hawái, Estados Unidos              |       |
| Victoria  | 1-0      | Tony Towers     | Rendición (guillotine choke) | Venom - First Strike                 | 18 de septiembre de 2004 | 1      | 1:42   | Huntington Beach, California, Estados Unidos |       |